# 千葉県道25号東金片貝線

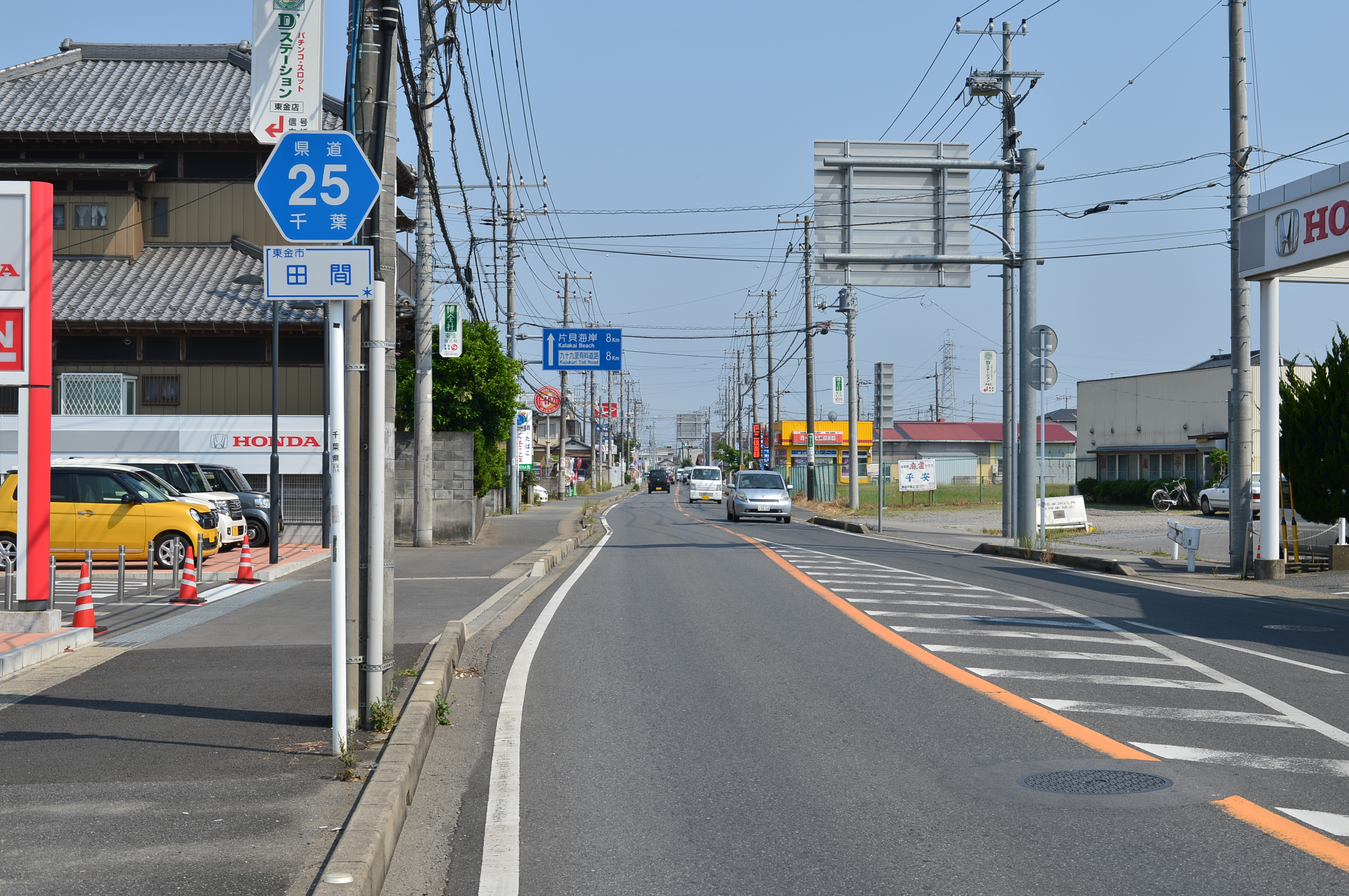
千葉県道25号東金片貝線
東金市田間・片貝県道入口交差点付近（2015年5月）

千葉県道25号東金片貝線（ちばけんどう25ごうとうがねかたかいせん）は、千葉県東金市から同県山武郡九十九里町片貝を結ぶ県道（主要地方道）である。廃止された旧九十九里鉄道線とほぼ同じ廃止された旧九十九里鉄道線とほぼ同一の経路を辿っている。

## 概要
- 起点：東金市田間 片貝県道入口交差点（国道126号・千葉県道214号東金停車場線交点）
- 終点：山武郡九十九里町片貝 片貝海岸入口交差点（千葉県道30号飯岡一宮線・千葉県道405号九十九里一宮大原自転車道線・千葉県道408号飯岡九十九里自転車道線交点）
- 総延長：7,878m[要出典]
- 認定年月日：1955年（昭和30年）3月4日

## 路線状況

### 別名
- 片貝県道

### 道路施設
- 橋梁（名称不明）（真亀川）
- 橋梁（名称不明）（作田川支流）

## 地理

### 通過する自治体
- 千葉県
  - 東金市 - 山武郡九十九里町

### 交差する道路
- 国道126号・千葉県道214号東金停車場線（東金市・片貝県道入口交差点）
- 千葉県道122号飯岡片貝線・千葉県道123号一宮片貝線（山武郡九十九里町・片貝西交差点）
- 千葉県道30号飯岡一宮線・千葉県道405号九十九里一宮大原自転車道線・千葉県道408号飯岡九十九里自転車道線（山武郡九十九里町・片貝海岸入口交差点）

### 沿線
- 東金警察署（東金市北之幸谷）
- 東金変電所（東金市堀上）
- 千葉県立九十九里高等学校（九十九里町片貝）
- 九十九里町立九十九里中学校（九十九里町片貝）
- 九十九里町立片貝小学校（九十九里町片貝）
- 九十九里町役場（九十九里町片貝）
- 九十九里いわし博物館（爆発事故により閉鎖中）
- 片貝駅バス停（上総片貝駅跡）
- 九十九里有料道路片貝インターチェンジ
- 九十九里浜・片貝海水浴場